# 豊見城高安テレビ・FM送信所
豊見城高安テレビ・FM送信所（とみぐすくたかやすテレビ・エフエムそうしんじょ）は沖縄県豊見城市にあるNHK沖縄放送局のテレビ・FM、ならびにRBC琉球放送テレビ（アナログのみ）とOTV沖縄テレビ放送の基幹送信所である。なお、本項では、2016年6月30日にサービスを終了したジャパン・モバイルキャスティング(モバキャス)（2012年4月1日開局）の送信施設についても併せて記述する。高さは165mである。

## 放送区域
- テレビ放送は、沖縄本島のうち、名護市（名護湾沿岸部及び東部久志地区）・本部町・東村以南の地域。及び伊江島・慶良間諸島・粟国諸島の周辺離島。
- FM放送は、沖縄本島と周辺離島。
- モバキャスは、本島中南部及び一部周辺市町村。

## 施設
2006年3月に那覇市おもろまち（那覇新都心）へ移転した旧NHK沖縄放送会館の敷地内に設置されており、国場川や那覇市内、糸満市や八重瀬町を見渡せる高台にある。周辺に住宅地がないため遠くからも見つけやすく、同じ高台にはNHK豊見城ラジオ放送所や琉球放送が設置・管理している嘉数送信所があり、3本もの放送用鉄塔アンテナが存在する。
送信所局舎の建物は3棟に分かれていて、NHK単独のFM・旧アナログテレビ送信所、RBC・OTV共同使用の旧アナログテレビ送信所（既に局舎は解体済み）、NHK・OTV共同使用のデジタルテレビ送信所としてそれぞれ運用している。2012年4月に開局したジャパン・モバイルキャスティングの送信所はどの既存局舎に入っているかは不明。

## 歴史
- 1968年12月22日 - 沖縄放送協会（OHK・現在のNHK沖縄放送局）中央テレビジョン（KSGB-TV・2ch、チャンネル自体は現在のNHK総合テレビジョン）が放送開始、豊見城村（現：豊見城市）高安の放送会館敷地内から送信開始。
- 1972年5月15日 - 本土復帰と同時にOHKはNHK沖縄放送局、中央テレビジョンはNHK沖縄総合テレビジョン（JOAP-TV）となる。
- 1972年5月22日 - NHK教育テレビジョン放送開始（JOAD-TV・12ch）、総合テレビと同場所から送信開始。
- 1974年3月24日 - NHKFM放送開始、テレビと同じ放送会館敷地内から送信開始。
- 1975年 - 沖縄本島 - 宮古島間の海底ケーブル暫定開通により、先島諸島へのニュースなど一部番組がケーブル経由で同時送信開始（ただし画面はカラーではなく白黒）。
- 1976年12月22日 - 沖縄本島 - 宮古島間の海底ケーブル正式開通により、先島諸島への送信が開始。
- 1985年6月1日 - 琉球放送（RBC）テレビが嘉数から、沖縄テレビ放送（OTV）が那覇市首里崎山町からそれぞれ送信機能を当テレビ放送所へ移設し、VHFテレビ送信所は当放送所に一本化された。これにより、これまでは地域によってVHFアンテナがオールバンド用1本とハイチャンネル用1～2本必要だったのが、オールバンド用のVHFアンテナ1本だけで済むようになった。同時にRBCとOTVは音声多重放送が開始（NHKは翌年2月に開始）。
- 1993年12月16日 - RBC・OTVが先島諸島への放送を開始。当テレビ放送所から糸満市米須のケーブル陸揚所への送信を開始（同陸揚所から光ファイバーケーブル経由で宮古島へ）。
- 2005年6月10日 - NHK沖縄の地上デジタルテレビジョン放送に予備免許交付。
- 2005年11月15日 - OTVの地上デジタルテレビジョン放送に予備免許交付。
- 2006年1月5日 - 地上デジタルテレビジョン放送の試験放送開始。
- 2006年3月6日 - 放送会館が那覇市おもろまちの那覇新都心に移転、跡地にはテレビ・FM送信所機能のみとなる。
- 2006年3月31日 - NHK沖縄の地上デジタルテレビジョン放送に本免許交付。
- 2006年4月1日 - NHK沖縄が地上デジタルテレビジョン放送開始。ただし、出力は100Wでの送信。
- 2006年7月1日 - NHK沖縄が地上デジタルテレビジョン放送の出力が、フルパワーの1kWに増力。
- 2006年11月29日 - OTVの地上デジタルテレビジョン放送に本免許交付。
- 2006年12月1日 - 沖縄県内の民放テレビが地上デジタルテレビジョン放送開始。OTVのみ当テレビ放送所から送信される。
- 2011年7月24日 - 全アナログテレビ送信所が廃局。RBCは嘉数放送所に一本化された。
- 2011年12月1日 - ジャパン・モバイルキャスティングに予備免許交付。
- 2012年3月30日 - ジャパン・モバイルキャスティングに本免許交付。
- 2012年4月1日 - ジャパン・モバイルキャスティングが本放送開始。
- 2016年6月30日 - ジャパン・モバイルキャスティングが閉局。

## 放送送信施設

### 地上デジタルテレビジョン放送送信設備
| ID | 放送局名           | コールサイン | 物理 チャンネル | 空中線 電力 | ERP    | 放送対象地域 | 放送区域内世帯数 |
| --- | ------------------ | ------------ | --------------- | ----------- | ------ | ------------ | ---------------- |
| 1 | NHK 沖縄総合       | JOAP-DTV     | 17              | 1kW         | 10kW   | 沖縄県       | 約38万世帯       |
| 2 | NHK 沖縄教育       | JOAD-DTV     | 13              | 1kW         | 10kW   | 全国放送     | 約38万世帯       |
| 8 | OTV 沖縄テレビ放送 | JOOF-DTV     | 15              | 1kW         | 10.5kW | 沖縄県       | 約38万世帯       |
| ※NHKは2006年4月1日、民放は2006年12月1日開局。 ※琉球放送（RBC）及び琉球朝日放送（QAB）は嘉数送信所から送信している。 |                    |              |                 |             |        |              |                  |

### 地上アナログテレビジョン放送送信設備
| チャンネル                                                                               | 放送局名           | コールサイン | 空中線 電力         | ERP                  | 放送対象地域 | 放送区域 内世帯数 |
| ---------------------------------------------------------------------------------------- | ------------------ | ------------ | ------------------- | -------------------- | ------------ | ----------------- |
| 2+                                                                                       | NHK 沖縄総合       | JOAP-TV      | 映像5kW /音声1.25kW | 映像50kW /音声12.5kW | 沖縄県       | 不明              |
| 8                                                                                        | OTV 沖縄テレビ放送 | JOOF-TV      | 映像5kW /音声1.25kW | 映像44kW /音声11kW   | 沖縄県       | 不明              |
| 10                                                                                       | RBC 琉球放送       | JORR-TV      | 映像5kW /音声1.25kW | 映像44kW /音声11kW   | 沖縄県       | 不明              |
| 12                                                                                       | NHK 沖縄教育       | JOAD-TV      | 映像5kW /音声1.25kW | 映像46kW /音声11.5kW | 全国放送     | 不明              |
| ※全局指向性あり ※2chはオフセット+10kHz局 ※UHFのQABはRBC・QAB嘉数放送所から送信している。 |                    |              |                     |                      |              |                   |

- 2011年7月24日で廃局。

### FMラジオ放送送信設備
| 周波数 （MHz）                                                | 放送局名   | コールサイン | 空中線 電力 | ERP   | 放送対象地域 | 放送区域 内世帯数 |
| ------------------------------------------------------------- | ---------- | ------------ | ----------- | ----- | ------------ | ----------------- |
| 88.1                                                          | NHK 沖縄FM | JOAP-FM      | 1kW         | 9.5kW | 沖縄県       | 不明              |
| ※FM沖縄は、島尻郡南風原町のFM沖縄新川放送所から送信している。 |            |              |             |       |              |                   |

### マルチメディア放送送信施設
| 周波数(MHz)                            | 放送局名     | 空中線電力 | ERP   | 放送区域                               | 放送区域内世帯数 | 開局日       | 閉局日        |
| -------------------------------------- | ------------ | ---------- | ----- | -------------------------------------- | ---------------- | ------------ | ------------- |
| 214.714286 （VHF11chに相当する周波数） | Jモバ那覇MMH | 12.5kW     | 110kW | 沖縄本島中南部の広範囲及び一部周辺地域 | 約42万6000世帯   | 2012年4月1日 | 2016年6月30日 |
| 214.714286 （VHF11chに相当する周波数） | Jモバ那覇DTV | 12.5kW     | 110kW | 沖縄本島中南部の広範囲及び一部周辺地域 | 約42万6000世帯   | 2015年4月1日 | 2016年6月30日 |

### 沖縄県内のほかの送信所
下記以外の中継局についてはこちらを参照する事。
- 嘉数送信所（琉球放送・琉球朝日放送の送信所）
- NHK豊見城ラジオ放送所
- ラジオ沖縄大里送信所
- FM沖縄新川送信所
- 名護ラジオ中継局
- 今帰仁テレビ・FM中継局
- 本部中継局
- 久米島中継局
- 宮古島中継局
- 石垣中継局
- 与那国中継局
- 南大東中継局